# Пајн Бенд (Минесота)
Пајн Бенд (енгл. Pine Bend) насељено је место без административног статуса у америчкој савезној држави Минесота.

## Демографија
По попису из 2010. године број становника је 28.
| Група             | 2000.    | 2010.     |
| Белци             | 0 (0,0%) | 5 (17,9%) |
| Афроамериканци    | 0 (0,0%) | 0 (0,0%)  |
| Азијати           | 0 (0,0%) | 0 (0,0%)  |
| Хиспаноамериканци | 0 (0,0%) | 0 (0,0%)  |
| Укупно            | 0        | 28        |